# ゴーラクプル
ゴーラクプル（ヒンディー語: गोरखपुर，ウルドゥー語: گورکھپور，英語: Gorakhpur）は、インドのウッタル・プラデーシュ州の都市である。ゴーラクプル県の県都である。
インド北東部鉄道の本部が置かれている。
ネパールとの国境にあるスノウリに近いため、外国人旅行者がよく通過する。また釈迦入滅の地、クシナガラにも近い。